# Vitorino Freire
Vitorino Freire este un oraș și o municipalitate din statul Maranhão (MA), Brazilia.